# زاهدشهر
زاهدشهر یکی از شهرهای استان فارس و فسا از توابع  زاهدشهر است.
اگه زاهدشهری هستی منو دمبال کن 
https://instagram.com/hossein_zahedshahr

## رتبه در استان
بخش شیبکوه ششمین بخش پرجمعیت  استان فارس می باشد.
لیست ۱۰ بخش پرجمعیت استان فارس که در آینده شهرستان خواهند شد.
| ردیف | بخش                 | شهرستان   | جمعیت سال ۱۳۹۵ |
| ---- | ------------------- | --------- | -------------- |
| ۱    | بخش درودزن          | مرودشت    | ۳۷٬۸۲۶         |
| ۲    | بخش جره و بالاده    | کازرون    | ۳۵٬۵۲۴         |
| ۳    | بخش سیدان           | مرودشت    | ۳۲٬۸۵۰         |
| ۴    | بخش ششده و قره بلاغ | فسا       | ۳۰۷۰۲          |
| ۵    | بخش جنت             | داراب     | ۲۹٬۸۵۲         |
| ۶    | بخش شیبکوه (فسا)    | فسا       | ۲۶٬۹۱۹         |
| ۷    | بخش جویم            | لارستان   | ۲۵٬۰۸۱         |
| ۸    | بخش میمند           | فیروزآباد | ۲۴٬۸۸۵         |
| ۹    | بخش ارژن            | شیراز     | ۲۳٬۴۶۱         |
| ۱۰   | بخش فورگ            | داراب     | ۲۲٬۱۳۸         |

هم اکنون جمعیت بخش شیبکوه  از شهرستان زیر بیشتر است
| ردیف | شهرستان | مرکز   | جمعیت سال ۱۳۹۵ |
| ---- | ------- | ------ | -------------- |
| ۱    | سرچهان  | کره ای | ۲۳٬۱۲۹         |

## موقعیت جغرافیایی
فاصله این شهر با مرکز شهرستان ۲۵ کیلومتر و با شیراز ۱۷۰ کیلومتر می‌باشد این شهر مسیر ارتباطی فسا به جهرم می‌باشد. زاهدشهر به شهر علم و ادب معروف است . 

## پیشینه
این شهر با قدمتی ۲۰۰۰ ساله دارای آثار تاریخی از جمله قلعه تاریخی ملک‌آباد و امامزاده زاهد و حق آبه‌های قدیمی و … می‌باشد. وجود آثار قدیمی و با تمدن از شهر تیران (زاهدشهر کنونی) و همچنین وجود آثاری از دوران باشکوه هخامنشیان در زاهدشهر مثل جوی حقوکه ارتفاع آن به دو متر می‌رسد گواهی بررونق کشاورزی در زاهدشهر دارد (اطلاعات بیشتر در صفحه فسا) و گویش مردم این شهر که به فارسی تیرانی مشهور است ویک شیرسنگی درامامزاده زاهد که قدمت آن به چند صد سال برمیگردد .

## شغل اهالی
شغل بیشتر مردم این شهر کشاورزی و دامداری می‌باشد.

## دانشگاه‌ها
- دانشگاه آزاد اسلامی واحد زاهدشهر
- دانشگاه پیام نور واحد زاهدشهر